# Miranda Sex Garden

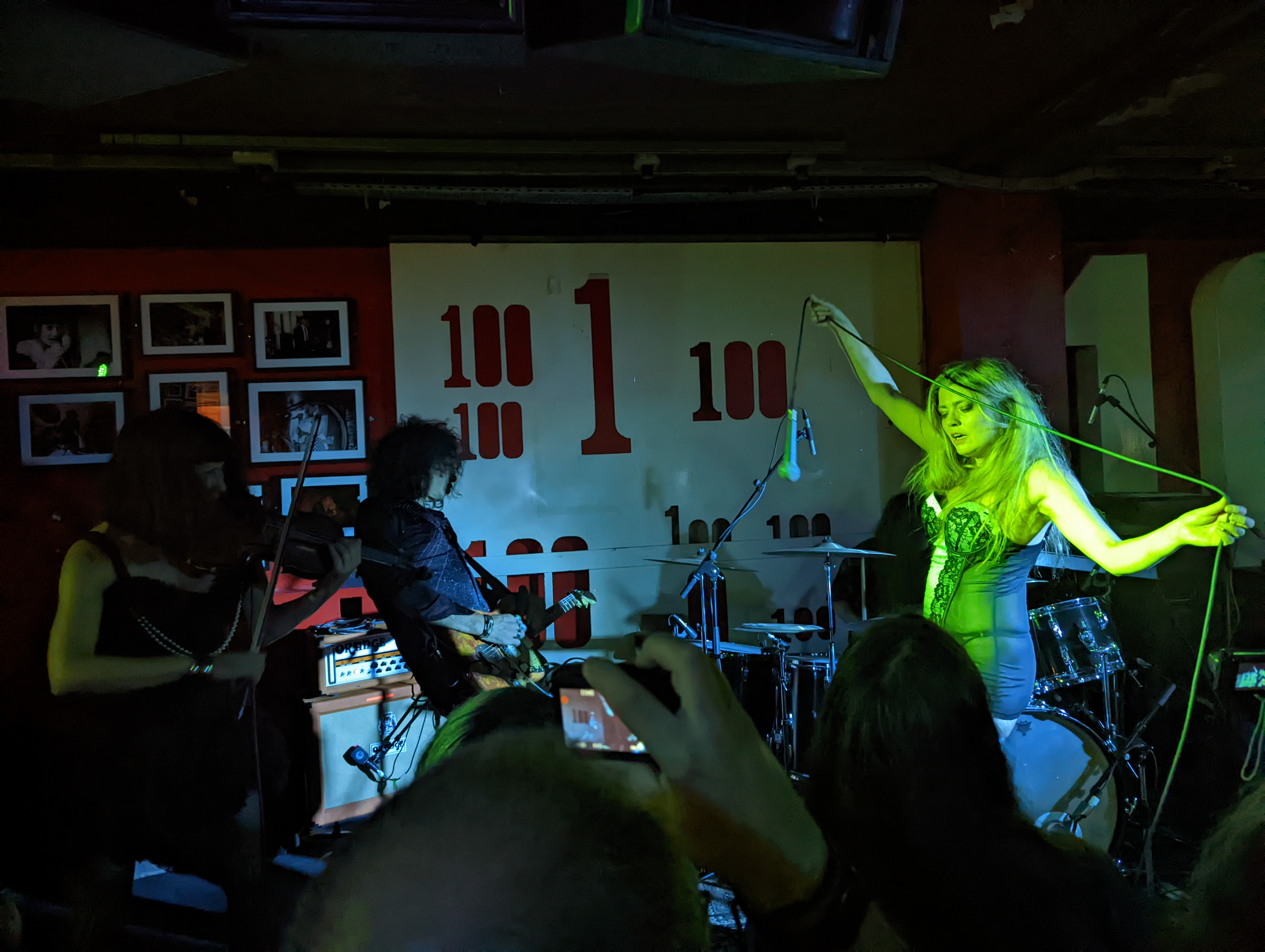
Miranda Sex Garden en concert au 100 Club (Hundred Club) à Londres en 2022.

Miranda Sex Garden est un groupe originaire de Londres. Composé à l'origine de trois chanteuses de madrigal, leur premier album, Madra, est chanté a cappella, avec des textes basés sur des écrits traditionnels anglais. À partir de leur second album, Iris, leur son a évolué en un mélange de leur style madrigal avec des sons tirés du rock gothique, de la dark wave, de l'heavenly voices et de l'industriel. Leur son est devenu plus noir et sophistiqué avec les années.

## Discographie
1. Madra (1991)
2. Iris (EP, 1992)
3. Suspiria (1993)
4. Fairytales of Slavery (1994)
5. Carnival of Souls (2000)